# William Wyatt Gill

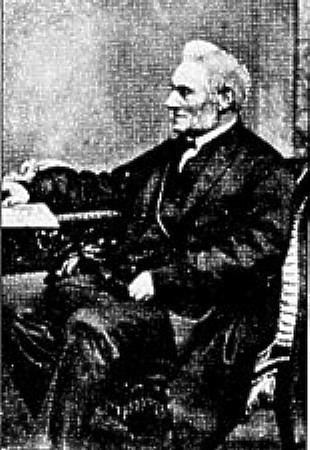
William W. Gill, Ende 19. Jahrhundert

William Wyatt Gill (* 27. Dezember 1828 in Bristol, England; † 11. November 1898 in Marrickville, Sydney) war ein australischer Missionar und Ethnologe.

## Leben
Er war Sohn von John Gill of Barton Hill und seiner Frau Jane. Aufgezogen im Kingsland Congregational Chapel in Bristol entschied er sich früh für die Ausbildung zum Prediger. In die Missionsgesellschaft London Missionary Society wurde er 1851 aufgenommen und landete am 15. November selbigen Jahres in Hobart auf Tasmanien. 1852–72 wirkte er fast ausschließlich in Mangaia auf den Cookinseln. Einige seiner Veröffentlichungen und Arbeiten für die Royal Geographical Society fertigte er in London von 1873 bis 1877 an. Anschließend nahm er den missionarische Dienst wieder auf und lebte bis zum Tod seiner Frau 1883 in Rarotonga. In seinen letzten Lebensjahren wirkte er in Sydney.
Gill stellte als einer der Ersten Religion und Kultur der Völker Polynesiens dar.

## Werke
- Gems from the Coral Islands. Western Polynesia: comprising the New Hebrides group, the Loyalty group, New Caledonia group. London 1855. (archive.org)
- Life in the Southern Isles; or, Scenes and Incidents in the South Pacific and New Guinea. London 1876.
- Myths and Songs from the South Pacific. London 1876. (archive.org)
- Historical Sketches of Savage Life in Polynesia. Wellington 1880. (archive.org)
- Work and Adventure in New Guinea 1877 to 1885. London 1885.
- Jottings from the Pacific. London 1885. (archive.org)
- The Genealogy of the Kings of Rarotonga and Mangaia as illustrating the Colonisation of that Island and the Hervey Group. 1889 (Online), New Zealand Electronic Text Collection, (NZETC)
- The South Pacific and New Guinea. Sydney 1892. (archive.org)
- From Darkness to Light in Polynesia. London 1894. (archive.org)